# Ricardo Miró
Ricardo Miró (Ciudad de Panamá, 5 de noviembre de 1883-ib. 2 de marzo de 1940) fue un poeta, escritor y diplomático panameño.

## Biografía
Ricardo Miró Denis nació el 5 de noviembre de 1883 en la Ciudad de Panamá, por aquel entonces capital del Estado Soberano de Panamá, un estado federal de los Estados Unidos de Colombia. Era hijo de Ricardo Miró Tuñón y Mercedes Denis de Miró. Nieto a su vez por parte de padre de Gregorio Miró Arosemena, uno de los presidentes del Estado Soberano de Panamá. También fue sobrino por parte de madre de la poetisa Amelia Denis de Icaza.
Desde muy chico fue huérfano de padre. A los quince años viajó a Bogotá, al ser expulsado de su ciudad natal para hacer sus estudios, sin embargo regresó a Panamá debido a la Guerra de los Mil Días en 1899. Publicó sus primeros versos en la revista El Heraldo del Istmo, donde trabajó durante 10 años. En 1906 se casó con doña Isabel Grimaldo, al año siguiente, fundó y dirigió la revista Nuevos Ritos. Luego viajó a España y entre 1908 y 1911 desempeñó el cargo de cónsul en Barcelona. En 1909 publicó su poema Patria, donde resalta la nostalgia que siente al encontrarse lejos de su tierra.
Debido a la fama de sus obras, se hicieron concursos de poesías y cuentos para conmemoración a Ricardo Miró Denis, alguno de los más relevantes impulsado por Moisés Castillo Ocaña. Actualmente en Panamá se sigue recordando su trabajo y esfuerzo que lo llevó a ser muy famoso.

### Vida personal
Se casó con Isabel Grimaldo, con quien tuvo 9 hijos. Tuvo otros 4 hijos fuera de este matrimonio, dos con Bertilda Jurado, siendo uno de ellos Ramón H. Jurado y otros con Carmen A. Miró Gandásegui. Otro hijo ilegítimo del artista sería Rubén Blades, padre de Rubén Blades, lo que lo convertiría en abuelo del ministro de turismo panameño de 2004 a 2009.

## Obras
- La Última Gaviota (1905).
- Preludios (1908).
- Patria (1909).
- En la Alta noche (1910).
- Segundos Preludios (1916).
- A Portobelo (1918).
- La Leyenda del Pacífico (1919).
- Flor de María (1922).
- Versos Patrióticos y Recitaciones Escolares (1925).
- Caminos silenciosos (1929).
- El Poema de la Reencarnación (1929).

También escribió cuentos que nunca publicó en forma de libro, pero que aparecieron en periódicos y revistas locales.
Por su labor como poeta, se ha conmemorado de manera póstuma la realización del Premio Ricardo Miró que valora a los exponentes de la literatura panameña.